# هاکاتا-کو، فوکوئوکا
هاکاتا-کو، فوکوئوکا (به لاتین: Hakata-ku, Fukuoka) یک منطقهٔ مسکونی در ژاپن است که در فوکوئوکا واقع شده است. هاکاتا-کو ۳۱٫۴۷ کیلومترمربع مساحت و ۲۱۶٬۷۲۸ نفر جمعیت دارد.
هاکاتا جیئون یاماکاسا هر ساله در این منطقه برگزار می‌شود.